# David Colley (Justizbeamter)
David Charles Colley (* um 1958 in Kanilai; † 25. Dezember 2023 in Kanilai) war ein gambischer Strafvollzugsbeamter.

## Leben
Colley, ein Diola aus Kanilai, verließ die Schule mit wenigen Schulabschlüssen und trat am 1. September 1976 in den Gefängnisdienst, dem Gambia Prison Service (GPS) ein und war nach dem Putsch im Juli 1994 als leitender Beamter für Sheriff Samsudeen Sarr und andere politische Gefangene im Mile-2-Gefängnis verantwortlich. Er wurde 1997 zum Inspektor befördert und ab 2003 von Yahya Jammeh (einem Freund aus Kindertagen) als Generaldirektor eingesetzt. Er wurde im Juni 2007 von der stellvertretende Generaldirektorin (Deputy Director General of Prisons) Agnes Rose Klu ersetzt. Colly wurde kurz nach der Entlassung verhaftet und inhaftiert, anschließend des Diebstahls angeklagt und im Dezember verurteilt, bei dem er einen von zwei Anklagepunkten frei gesprochen wurde. Nach dem Tod von Klu wurde Colley im April 2008 wieder als Generaldirektor eingesetzt, er blieb in dieser Funktion bis Januar 2012. Er wechselte ins Innenministerium, sein Nachfolger wurde Bora Colley. David Colley kehrte in die Position als Generaldirektor des GPS im April 2013 zurück.
Ende Februar 2017 wurde er von Ansumana Manneh ersetzt. Colley wurde entlassen und später wegen unmenschlicher Behandlung von Gefangenen angeklagt, darunter wegen des Todes mehrerer Gefangener in Mile 2 durch die Ausgabe von verdorbenem Gefängnisessen. Die Truth, Reconciliation and Reparations Commission (TRRC) stellte fest, dass er direkt an der Folterung von Sanna Sabally und Sadibou Hydara beteiligt war; er hatte es oft versäumt, Agenten des Nationalen Geheimdienstes oder Jungler daran zu hindern, andere Gefangene zu foltern; er hatte Gefangene misshandelt, indem er ihnen schlechtes Essen gab; er hatte zur Verbesserung der entsetzlichen Haftbedingungen; außerdem war er der Korruption, der sexuellen Belästigung von weiblichem Gefängnispersonal und der Beförderung unqualifizierter Jola-Verwandter aus Kanilai schuldig, darunter sein Neffe Modou Jarju (der stellvertretender Generaldirektor wurde). Die TRRC empfahl seine strafrechtliche Verfolgung wegen Folter, obwohl bislang keine Anklage gegen ihn erhoben wurde. Colley starb Ende Dezember 2023 nach langer Krankheit, er wurde 65 Jahre alt.